# NGC 1370
NGC 1370 је елиптична галаксија у сазвежђу Еридан која се налази на NGC листи објеката дубоког неба.
Деклинација објекта је - 20° 22' 24" а ректасцензија 3h 35m 14,4s. Привидна величина (магнитуда) објекта NGC 1370 износи 12,4 а фотографска магнитуда 13,4. NGC 1370 је још познат и под ознакама ESO 548-48, MCG -3-10-13, IRAS 03330-2032, PGC 13265.